# Nouvelle Vague
La Nouvelle Vague è un movimento cinematografico francese nato sul finire degli anni cinquanta. La definizione è alquanto vaga, ha dichiarato Agnès Varda, in un'intervista, giocando sulle parola francese vague che significa ondata, ma anche vaga. Secondo Varda se si dovesse definire la Nouvelle Vague in una parola questa potrebbe essere Godard. D'altra parte il film La pointe courte della stessa Varda è stato considerato da Georges Sadoul «Il vero primo film della Nouvelle Vague, che ha anche tutte le qualità e qualche difetto di una grande fotografa». Il mediometraggio della Varda, è stato ancora scritto, ottenne a suo tempo «l'ammirazione della nouvelle vague per l'abilità con cui si era servita della tecnica del direct (cinema "diretto")». Mentre Godard apparteneva al gruppo della rivista Cahiers du cinéma, insieme a Chabrol, Rivette, Rohmer e Truffaut, Varda era parte del gruppo denominato della rive gauche, insieme a Demi, Marker, Resnais.

## Origine del nome Nouvelle vague
Il termine Nouvelle Vague ("nuova onda") apparve per la prima volta sul settimanale francese L'Express il 3 ottobre 1957, in un'inchiesta sui giovani francesi a firma di Françoise Giroud, e venne ripreso da Pierre Billard nel febbraio 1958 sulla rivista Cinéma 58. Con questa espressione si fa riferimento ai nuovi film distribuiti a partire dal 1958 e in particolare a quelli presentati al Festival di Cannes l'anno successivo.

## Contesto storico
Alla fine degli anni cinquanta la Francia vive una profonda crisi politica, contraddistinta dai sussulti della guerra fredda e dai contrasti della guerra d'Algeria; il cinema francese tradizionale del tempo aveva assunto una connotazione quasi documentaristica nel testimoniare questa crisi interna, i film erano diventati mezzi attraverso i quali rifondare una sorta di morale nazionale, i cui dialoghi e personaggi erano spesso frutto di idealizzazione.
Proprio la tendenza idealistica e moralizzante faceva di questo cinema qualcosa di totalmente distaccato dalla realtà quotidiana delle strade francesi. Fuori dalle finestre c'era una nuova generazione che stava cambiando, che parlava, amava, lavorava, faceva politica in modo diverso e inconsueto; vi era una nuova generazione che esigeva un cinema in grado di rispecchiare fedelmente questo nuovo modo di vivere. Così una nuova gioventù, designata dai giornali come "Nouvelle vague", si ritrova in sincronia con una nuova idea di cinema denominata a sua volta Nouvelle vague.
La Nouvelle Vague è il primo movimento cinematografico a testimoniare in tempo reale l'immediatezza del divenire, la realtà in cui esso stesso prende vita. I film che ne fanno parte sono girati con mezzi di fortuna, nelle strade, in appartamenti, ma proprio per la loro singolarità, hanno la sincerità di un diario intimo di una generazione nuova, disinvolta, inquieta. Una sincerità nata dal fatto che gli stessi registi che si sono riconosciuti in questo movimento, tutti poco più che ventenni, fanno anche loro parte di quella nuova generazione, di quel nuovo modo di pensare, di leggere, di vivere il cinema che fu chiamato Nouvelle vague.

## I fondatori del movimento
I primi registi a riconoscersi nel movimento sono François Truffaut, Jean-Luc Godard, Jacques Rivette, Claude Chabrol e Éric Rohmer, un gruppo di amici con alle spalle migliaia di ore passate al cinema, la conoscenza profonda di centinaia di film, la stesura di decine di articoli e l'articolazione di centinaia di dibattiti alle porte della Cinémathèque Française.
Proprio la Cinémathèque Française fu una tappa fondamentale per la formazione di questi giovani cinefili; fondata nel 1936 da Henri Langlois e Georges Franju, la Cinémathèque era un luogo dove venivano proiettati quei "film maledetti", secondo la definizione di Jean Cocteau, che per il fatto di disprezzare ogni regola, di essere "uno sgambetto al dogma", erano diventati letteralmente invisibili. Si trattava perlopiù di film di grandi cineasti europei allora largamente incompresi, Jean Renoir, Roberto Rossellini, Jacques Becker, Alfred Hitchcock e di registi americani del dopoguerra, Howard Hawks su tutti.
Alcuni cineasti come Jacques Demy, Agnés Varda, Jean-Pierre Melville, Jean Rouch, Roger Vadim, pur non essendosi formati nell'ambiente della critica cinematografica, condivideranno gli stessi valori, così come farà Alain Resnais, che firmerà il suo celebre Hiroshima mon amour solo dopo 10 anni di cortometraggi. A questi vanno sicuramente aggiunti Louis Malle, che non si definirà mai un appartenente al movimento ma piuttosto si riterrà emarginato dai registi aderenti al movimento, e Maurice Pialat, troppo individualista per riconoscersi in un qualche movimento.

## Cahiers du Cinéma
Per i giovani cinefili della Nouvelle vague l'apprendistato naturale per approdare alla regia era recensire film degli altri come se ci si accingesse a girare i propri, fare della critica non solo una disquisizione orale tra amici, ma un vero e proprio mestiere giornalistico che trovò la sua locazione ideale nei Cahiers du Cinéma, la più autorevole rivista cinematografica francese fino agli anni sessanta, che raccolse progressivamente tra i suoi collaboratori tutti i principali autori della Nouvelle Vague. Cahiers du Cinéma era un vero e proprio manifesto del movimento, ogni testo e ogni recensione al suo interno costituiscono un programma e una definizione di un cinema prossimo venturo. È in una serie di piccole frasi esemplari estratte da svariati articoli, che emerge questa nuova concezione di cinema: là dove si dice che la bellezza è lo splendore del vero, che il cinema è uno sguardo a ogni istante talmente nuovo sulle cose, da trafiggerle.
Queste dichiarazioni di politica (e quasi di poetica), rivendicate con forza dalla Nouvelle Vague, sono frutto di una profonda esigenza di realismo che va a coincidere con una vera e propria rivoluzione rispetto alla concezione tradizionale di cinema, quel cinema ironicamente denominato "cinema di papà" dai giovani cinefili. Durante la permanenza ai Cahiers du Cinéma François Truffaut, Jean-Luc Godard, Jacques Rivette, Claude Chabrol e Éric Rohmer girano i primi cortometraggi, mentre la realizzazione di lungometraggi avverrà per tutti nel periodo dal 1958 al 1959.

## La politica degli autori
Un cinema, si è detto, quello "di papà", dai toni moralistici e dalle tematiche universali, che veniva considerato dall'opinione pubblica quanto di più distante da una forma d'arte, quasi ridotto a un mero e semplice strumento di intrattenimento. L'amore e il rapporto mistico-religioso con lo schermo portarono gli intellettuali della Nouvelle Vague a rifiutare una simile concezione di cinema, e a sviluppare quella che loro stessi denominarono "Politica degli autori", secondo la quale un film non coincide mai con la sua sceneggiatura, o la sua scenografia, o ancor meno con i suoi attori, bensì con l'uomo che l'ha girato. Il regista diviene così un vero e proprio "scrittore di cinema" che utilizza consapevolmente il mezzo cinematografico per comunicare con lo spettatore attraverso non solo la semplice trama, ma con determinate scelte stilistiche capaci di delineare nel loro insieme una precisa realtà artefatta e significante, che rende possibile riconoscere dai primi fotogrammi di una pellicola il suo autore.
È ovvio che dichiarare la sovranità del regista non ha solo un significato teorico, ma ha un riscontro anche sul piano contenutistico. Lontana dall'ortodossia e dalla classica impersonalità del "cinema di papà", la Nouvelle Vague introdusse la personalizzazione nel cinema: un film non era più quel mezzo di intrattenimento universale della tradizione, ma era una cosa privata, un'espressione personale del regista, i cui fotogrammi non erano altro che pagine strappate e rubate dal suo diario intimo. Forse non è quindi un caso che molti dei film della Nouvelle Vague trattino il tema della fuga da costrizioni, siano esse familiari o istituzionali. Anche il fare cinema in fondo era un distacco: staccarsi dall'impersonalità, dalla freddezza di un cinema ormai stantio e fasullo, e puntare la cinepresa sulla realtà, ma senza accontentarsi di registrare la vita così come trascorre davanti alla macchina da presa, anzi dandole una forma sempre diversa, catturando così la vera "anima delle cose".

## Lo stile
Lo scopo cinematografico della Nouvelle Vague era catturare "lo splendore del vero", come disse Jean-Luc Godard nel periodo di critico ai "Cahiers du Cinéma". A tale scopo nella realizzazione delle pellicole veniva eliminato ogni sorta di artificio che potesse compromettere la realtà: niente proiettori, niente costose attrezzature, niente complesse scenografie; i film vengono girati alla luce naturale del giorno, per strada o negli appartamenti degli stessi registi, con attori poco noti, se non addirittura amici del regista, e le riprese vengono effettuate con una camera a mano, accompagnata da una troupe tecnica essenziale costituita per lo più da conoscenti.
In questo avvicinarsi sempre maggiormente alla realtà, i giovani registi furono avvantaggiati anche dai progressi tecnologici: in particolare dall'avvento del Nagra, un registratore portatile, e da quello della cinepresa 16mm, leggera e silenziosa. Questa rottura tra riprese in studio e riprese in esterni è illustrata soprattutto in Effetto notte di François Truffaut (1973): in una doppia finzione cinematografica, il film ci mostra la realizzazione di un altro film, evidenziando le finzioni tecniche tipiche del cinema classico (scene invernali girate in piena estate, o scene notturne girate, con il famoso "effetto notte" appunto, in pieno giorno); Ferrand, il regista (interpretato dallo stesso Truffaut), ammette che questo film sarà senza dubbio l'ultimo girato in questo modo: una sorta di testamento del "vecchio" cinema e manifesto della Nouvelle Vague.
Inoltre i registi seguaci del movimento rompono alcune convenzioni, in particolare quelle di continuità. È così che in Fino all'ultimo respiro, Godard taglia i silenzi da un dialogo, o ancora in La jetée (cortometraggio che ispirerà L'esercito delle 12 scimmie di Terry Gilliam), Chris Marker presenta una sorta di diaporama: una successione d'immagini statiche, con un narratore unico e un lieve sottofondo sonoro. Non si tratta solamente di rompere con la tradizione per provocazione, ma piuttosto di trasmettere allo spettatore qualcosa di nuovo, o ancora di rappresentare un aspetto della realtà: i ricordi che ognuno di noi ha dei vari momenti della propria vita sono parziali, tronchi, e quando si guarda un album fotografico i ricordi riaffiorano in modo disordinato e confuso, con dei salti temporali.
Il costo di queste pellicole era molto basso, per cui ogni regista era capace di auto-finanziare la sua opera, invece di affidarsi alle grandi società di distribuzione, sempre restie nel dare fiducia ad autori che non avevano affrontato un lungo periodo di apprendistato come assistenti sui set di registi internazionalmente noti.

## Evoluzione
Il primo spunto al movimento fu offerto da Le coup du berger, di Jacques Rivette, del 1956, che nel rifiuto del cinema francese ufficiale si ispira al periodo dell'occupazione tedesca della Francia e alla scoperta entusiasta, all'indomani della guerra, del cinema americano.
Il primo film della Nouvelle Vague viene considerato Le beau Serge (1958), il film d'esordio di Claude Chabrol, mentre un primo vero riconoscimento ufficiale del movimento avverrà l'anno successivo, nel 1959, con il Premio per la migliore regia al Festival di Cannes assegnato a I quattrocento colpi di François Truffaut. Il trionfo accademico di un regista della Nouvelle Vague spinse il cinema francese a mettersi per la prima volta in discussione; centinaia di produttori "classici" davanti al successo di un film talmente anomalo si trovano incredibilmente a porsi domande su come produrre film dello stesso genere.
Nel periodo tra il maggio 1959 e il marzo 1960, considerato il "periodo d'oro" del movimento, I quattrocento colpi esce contemporaneamente ad altre due pietre miliari della Nouvelle Vague: I cugini (1959) di Claude Chabrol e Hiroshima mon amour (1959) di Alain Resnais, seguiti da Fino all'ultimo respiro (1960) di Jean-Luc Godard.
Questo periodo segnò un vero trionfo per il movimento, che si tradusse anche in un successo economico. Infatti la Nouvelle Vague è ormai un mercato che funziona: i produttori, prima disorientati, danno in seguito fiducia a un gran numero di giovani registi e per il cinema francese questo segnerà l'inizio di un periodo di suggestiva fioritura. In questo senso si è imputato alla Nouvelle Vague di essere nata rivoluzionaria e morta borghese.
Ma già dall'autunno del 1960 la Nouvelle Vague conosce l'insuccesso di pubblico e comincia a gettare i produttori nel panico; il cinema tradizionale riprende il posto di centralità che aveva lasciato e fa della Nouvelle Vague il nuovo oggetto di derisione. Da ciò ne consegue che durante tutto il decennio del 1960 il cinema francese si sviluppa all'insegna della tradizione, eccezion fatta per i lavori di Jean-Luc Godard, che prolunga e radicalizza lo spirito della Nouvelle Vague. Ma Godard è un caso isolato: Claude Chabrol gira unicamente su commissione, François Truffaut si è esiliato in Gran Bretagna, Éric Rohmer e Jacques Rivette lavorano solo a sprazzi.
Tra le varie critiche quella mossa da Alberto Crespi, critico de L'Unità che rivaluta il periodo precedente ai film di Truffaut e Godard accusando i «giovani turchi» dei Cahiers, all'epoca ancora critici, di aver disprezzato in larga misura i registi precedenti anche per un odio politico, visto che si trattava di registi che in qualche misura si erano compromessi con il regime di Vichy e quindi allontanandosi dal parere puramente critico oggettivo. E sempre Crespi aggiunge: «La Nouvelle Vague ha festeggiato in questo 2009 i 50 anni. Barando: se il primo film Nouvelle Vague è l'esordio di Chabrol (Le beau Serge, 1958), e su questo quasi tutti sono d'accordo, i 50 anni sono scaduti nel 2008. Forse i tempi sono maturi per rivedere i film di Duvivier (ma sì, anche il primo Don Camillo…) e per dire che la Nouvelle Vague è molto sopravvalutata. Cominciamo a farlo noi. Qualcuno, magari, ci seguirà.»

## L'eredità
Bisognerà attendere gli anni settanta per veder risorgere i principali autori della Nouvelle Vague, assieme a loro i primi discendenti diretti: Jean Eustache, Philippe Garrel, Jacques Doillon, André Téchiné e qualche tempo dopo Bertrand Tavernier, Claude Sautet, Michel Deville, Dominik Moll, Gilles Marchand, Yves Caumon, Philippe Ramos, Jean-Paul Civeyrac...
Lo stile ebbe inoltre un impatto molto forte sul cinema statunitense. Dopo Gangster Story (1967) di Arthur Penn, i registi della New Hollywood (Altman, Coppola, De Palma e Scorsese) dei tardi anni sessanta e primi anni settanta realizzarono diverse pellicole ispirate alla cinematografia europea e in particolare quella francese. L'ultimo regista statunitense ad aver ammesso di aver subito una grande influenza dalla Nouvelle Vague francese è stato Quentin Tarantino, che ha voluto rendere omaggio al movimento con il film a episodi Four Rooms (1995).

## Registi correlati

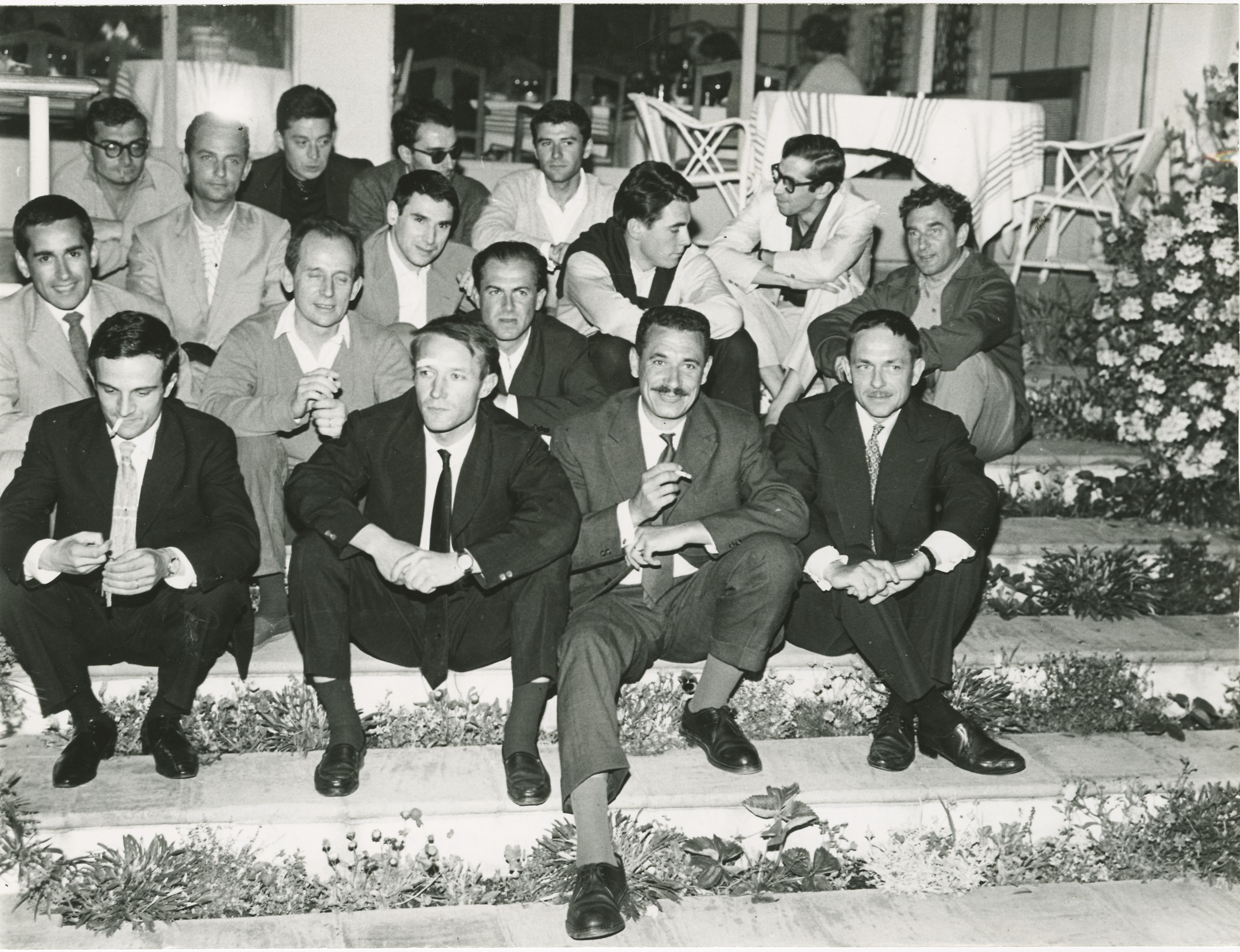
Cannes, 1959: ritratto di un gruppo di attori e registi francesi della Nouvelle Vague.

Fondatori
- Agnès Varda
- Claude Chabrol
- Jean-Luc Godard
- Jacques Rivette
- Éric Rohmer
- François Truffaut
- Alain Resnais
- Chris Marker

Eredi
- Jean Eustache
- Philippe Garrel
- Jacques Doillon
- André Téchiné
- Bertrand Tavernier
- Claude Sautet
- Michel Deville
- Jean-Paul Civeyrac

## Attori correlati
- Anna Karina
- Jeanne Moreau
- Jean-Pierre Léaud
- Jean-Paul Belmondo
- Brigitte Bardot
- Claude Jade
- Jean Seberg
- Jean-Claude Brialy
- Gérard Blain
- Macha Méril

## Teorici
- André Bazin
- Alexandre Astruc